# Jean-Pierre Invernizzi
Pour les articles homonymes, voir Invernizzi.
Jean-Pierre Invernizzi (né le 16 décembre 1942 à Oued Alleug), est un footballeur français. Il était attaquant.

## Biographie
Jean-Pierre Invernizzi joue 16 matchs en Division 1 sous les couleurs de l'Olympique de Marseille durant le championnat 1966-1967.